# (19475) Mispagel
(19475) Mispagel es un asteroide perteneciente al cinturón de asteroides, descubierto el 21 de abril de 1998 por el equipo del Lincoln Near-Earth Asteroid Research desde el Laboratorio Lincoln, Socorro, Nuevo México.

## Designación y nombre
Designado provisionalmente como 1998 HA91. Fue nombrado  por Heather Michelle Mispagel (nacida en 1984) quien obtuvo el cuarto puesto en la Feria Internacional de Ciencias e Ingeniería de Intel de 2003 por su proyecto de microbiología. Asiste a la escuela secundaria del condado de Oconee, Watkinsville, Georgia, EUA.

## Características orbitales
Mispagel está situado a una distancia media del Sol de 2,396 ua, pudiendo alejarse hasta 2,874 ua y acercarse hasta 1,918 ua. Su excentricidad es 0,199 y la inclinación orbital 5,223 grados. Emplea 1354,73 días en completar una órbita alrededor del Sol.

## Características físicas
La magnitud absoluta de Mispagel es 14,41. Tiene 3,690 km de diámetro y su albedo se estima en 0,271.